# Pyralis joannisi
Pyralis joannisi es una especie de polilla del género Pyralis, tribu Pyralini, familia Pyralidae. Fue descrita científicamente por Leraut en 2005.

## Hábitat
Se ha encontrado en matorrales y bosques tropicales mixtos.

## Distribución
Se distribuye por Vietnam.